# أميرة ملكية
الأميرة الملكية هو لقب يمنح عادةً (ولكن ليس تلقائيًا) من قبل الملك البريطاني لابنته البكر، وبالرغم من كونه لقبًا فخريًا بحتًا، إلا أنه يعتبر من أعلى التكريمات التي يمكن أن تُمنح لإناث من العائلة المالكة، تاريخيًا كان هناك سبع أميرات حملن لقب (أميرة ملكية)، الأميرة آن هي الأميرة الملكية الحالية.
ظهر لقب أميرة ملكية عندما أرادت الملكة هنريتا ماريا (1609-1669) ابنة هنري الرابع ملك فرنسا وعقيلة الملك تشارلز الأول (1600-1649) تقليد نفس اللقب الذي كان يمنح لابنة ملك فرنسا البكر وهو (مدام الملكية [الإنجليزية]). وهكذا أصبحت الأميرة ماري (من مواليد 1631) ابنة تشارلز الأول وهنريتا ماريا أول أميرة ملكية في عام 1642.
كان من المقبول لفترة طويلة أن هذا اللقب ليس حقًا لأي شخص بل يُمنح وفقًا لتقدير الملك، كانت كل من الأميرة ماري (لاحقًا الملكة ماري الثانية) (1662–1694) الابنة الكبرى للملك جيمس الثاني، وكذلك الأميرة صوفيا دوروثيا (1687-1757) الابنة الوحيدة للملك جورج الأول مستحقتين للحصول على هذا اللقب لكنها لم تحصلا عليه أبداً، ففي الوقت الذي أصبحتا فيه مستحقتين لهذا اللقب كانت الأميرة ماري قد أصبحت أميرة أورانيا القرينة، بينما أصبحت صوفيا دوروثيا ملكة في بروسيا، النساء اللواتي حملن لقب (أميرة ملكية) لم يصبحن أبدًا ملكات حاكمات، على الرغم من أن الأميرة فيكتوريا كانت في نفس الوقت أميرة ملكية والوريثة المفترضة إلى أن تم استبعادها بسبب ولادة شقيقها الأمير ألبرت إدوارد.
ولدت الأميرة لويزا ماريا ستيوارت (1692-1712) الابنة الصغرى للملك جيمس الثاني (توفي عام 1701) بعد أن فقد عرشه في الثورة المجيدة (1688-1689)، اعتبرت الأميرة لويزا أميرة ملكية عندما نُفي والدها الملك جيمس، من قبل حركة اليعاقبة في سانت جيرمان أون لي الذين أطلقوا عليها هذا اللقب بالرغم من أنها لم تكن الابنة الكبرى على قيد الحياة للملك جيمس في هذا وقت خلال حياته.

## قائمة حاملي اللقب
فيما يلي قائمة بأسماء النساء اللواتي منحن رسميا لقب (أميرة ملكية):
| الترتيب | الأميرة الملكية (من- إلى)                                                      | الصورة | تاريخ الميلاد                                                                                               | الزواج والأبناء                                                                    | الوفاة                                                     |
| ------- | ------------------------------------------------------------------------------ | ------ | --- | ---------------------------------------------------------------------------------- | ---------------------------------------------------------- |
| 1       | الأميرة ماري 1631-1660 أيضا: أميرة أوراني وكونتيسة ناساو القرينة (1641)        |        | 4 نوفمبر 1631 قصر سانت جيمس، لندن — ♦ — ابنه الملك تشارلز الأول وهنريتا ماريا الفرنسية                      | فيليم الثاني أمير أورانيا (2 مايو 1961) أنجبت ويليام الثالث                        | 24 ديسمبر 1660 قصر وايت هول، لندن                          |
| -       | الأميرة لويزا ماريا ستيوارت 1692–1712 (في المنفى)                              |        | 28 يونيو 1692 قصر سان جيرمان أون لي، فرنسا — ♦ — ابنة الملك جيمس الثاني وماري المودينية                     | -                                                                                  | 18 أبريل 1712 قصر سان جيرمان أون لي، فرنسا                 |
| 2       | الأميرة آن 1727–1759 أيضا: أميرة أوراني القرينة (1734)                         |        | 2 نوفمبر 1709 قصر هيرينهاوزن [الإنجليزية]،هانوفر — ♦ — ابنة الملك جورج الثاني وكارولين من براندنبورغ-آنسباخ | فيليم الرابع أمير أورانيا 25 مارس 1734 أنجبت منه 3 أطفال                           | 12 يناير 1759 لاهاي، هولندا                                |
| 3       | الأميرة شارلوت 1789–1828 أيضا: ملكة فورتمبيرغ القرينة (1806)                   |        | 29 سبتمبر 1766 قصر بكنغهام، لندن — ♦ — ابنة الملك جورج الثالث وشارلوت من مكلنبورغ-ستريليتس                  | فريدرخ الأول ملك فورتمبيرغ 18 مايو 1797 أنجبت منه ابنة واحدة                       | 5 أكتوبر 1828 قصر لودفيغسبورغ [الإنجليزية]، بادن-فورتمبيرغ |
| 4       | الأميرة فيكتوريا 1841–1901 أيضا: إمبراطورة ألمانيا وملكة بروسيا القرينة (1888) |        | 21 نوفمبر 1840 قصر بكنغهام، لندن — ♦ — ابنة الملكة فيكتوريا والأمير ألبرت دي ساكس-كوبورغ وغوتا              | فريدرخ الثالث إمبراطور ألمانيا 25 يناير 1858 أنجبت منه 8 أطفال                     | 5 أغسطس 1901 شلوسهوتل كرونبرج [الإنجليزية]، هسن            |
| 5       | الأميرة لويز 1931-1905 أيضا: دوقة فايف                                         |        | 20 فبراير 1867 مارلبورو هاوس [الإنجليزية]، لندن — ♦ — ابنة الملك إدوارد السابع وألكسندرا من الدنمارك        | ألكسندر داف، دوق فايف الأول [الإنجليزية] 27 يوليو 1889 أنجبت منه ثلاثة أطفال       | 4 يناير 1931 ميدان بورتمان [الإنجليزية]، لندن              |
| 6       | الأميرة ماري 1965-1932 أيضا: كونتيسة هاروود                                    |        | 25 أبريل 1897 يورك كوتيدج [الإنجليزية]، ساندرينغهام — ♦ — ابنة الملك جورج الخامس وماري من تيك               | هنري لاسيليس [الإنجليزية] 28 فبراير 1922 أنجبت منه ولدان                           | 28 مارس 1965 هاروود هاوس [الإنجليزية]، غرب يوركشير         |
| 7       | الأميرة آن 1987- حتى اليوم                                                     |        | 15 أغسطس 1950 كلارنس هاوس، لندن — ♦ — ابنة الملكة إليزابيث الثانية وفيليب مونتباتن                          | مارك فيليبس 14 نوفمبر 1973 أنجبت منه ولدان — ♦ — السير تيموثي لورنس 12 ديسمبر 1992 | تبلغ من العمر اليوم 71 عامًا و 242 يومًا                     |